# Andrea I. Ëngjëll
Andrea I. Ëngjëll (ital. Angelo, lat. Angelus; * wahrscheinlich in Drisht; † 1451 in Drisht) war ein albanischer Condottiere im Dienst Venedigs.

## Herkunft
Die Herkunft der Ëngjëlli (Pl. von Ëngjëll) ist unklar. Die Familie gehörte wohl dem Patriziat von Drisht an, was aus einem venezianischen Dokument aus dem Jahr 1455 hervorgeht. In diesem Dokument wird Andrea I. Ëngjëll als „miser“ bezeichnet. Allerdings gibt es kein im Archiv von Venedig aufbewahrtes Dokument über Drisht, das bestätigt, dass sie wie andere albanische Familien einen eigenen Staat besessen hätten, was die Nachkommen später allerdings behaupteten.

## Leben

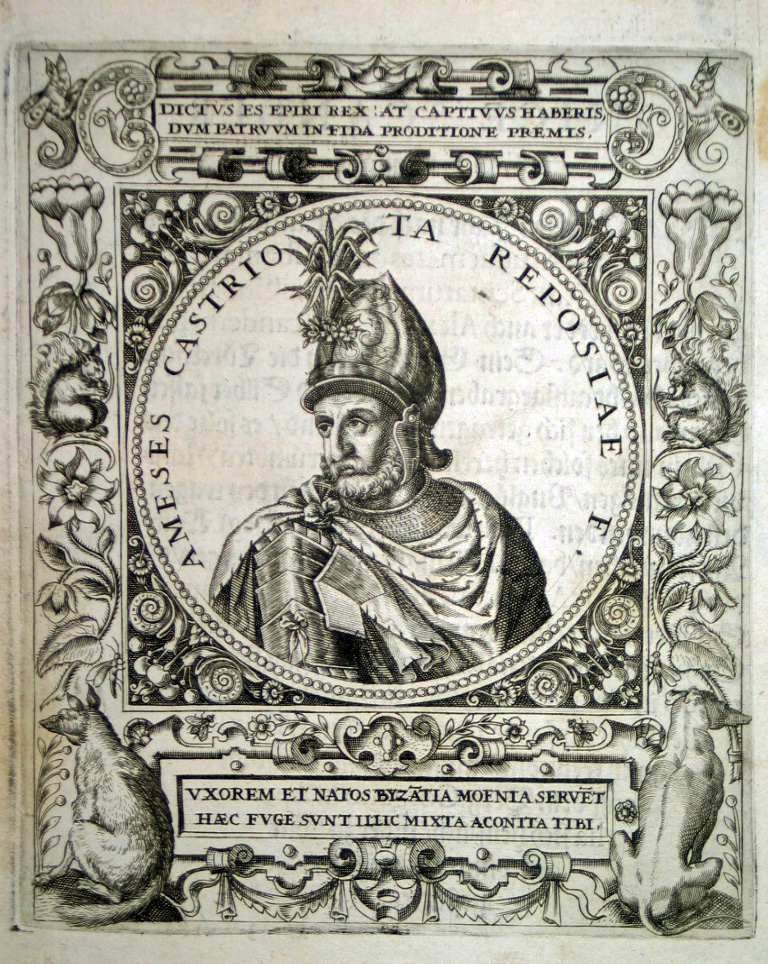
Hamza Kastrioti

Das erstgenannte Mitglied dieser Familie, das in venezianischen Dokumenten erscheint, ist Andrea I. Ëngjëll. Dieser stand 1448 im Dienst der Republik Venedig als Drisht (venezianisch von 1396 bis 1419 und von 1421 bis 1478) von Hamza (auch Hamsa oder Amesa) Kastrioti (Kommandant und Neffe Skanderbegs) eigenmächtig angegriffen wurde. Dieser Angriff wurde von Andrea I. Ëngjëll niedergeschlagen.
Als der venezianische Podestà (Zivilgouverneur einer Stadt) von Drisht 1451 einen von den Herren des Hinterlandes (Božidar Dushman und Lekë Dukagjini) organisierten Anschlag aufdeckte, wurden die Verdächtigen festgenommen und gefoltert. Darunter befand sich auch Andrea I. Ëngjëll, der trotz der erlittenen Folter nichts zugab und während der Folter starb; sein Vermögen wurde beschlagnahmt. Die anschließende Untersuchung und das Urteil im Januar 1455 entlastete Andrea I. als möglichen Feind der Venezianer. Die Familie wurde allerdings weiterhin verdächtigt, Venedig feindlich gesinnt zu sein.

## Nachkommen

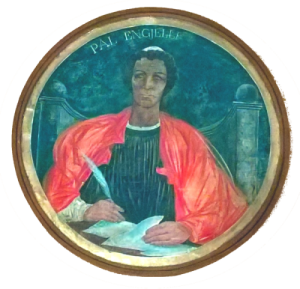
Pal I. Ëngjëll

Andrea I. Ëngjëll war mit Dona Thia (Dorothea) verheiratet. Die Nachkommen behaupteten im 16. Jahrhundert, dass sie die Tochter von Comneno Arianiti und einer Tochter von Niccolò Saccati, also eine Schwester von Gjergj Arianiti gewesen wäre, was der Historiker Franz Babinger in Frage stellt.
Andrea I. Ëngjëll und Dona Thia hatten mindestens zwei Söhne: Pal I. (dt. Paul), der spätere Erzbischof von Durrës und Pjetër I. (dt. Peter), ein Söldner im Dienst Venedigs.
- Andrea I. († 1451) ⚭ Dona Thia (Dorothea)
  - Pal I.
  - Pjetër I. (* 1435; † 1511) ⚭ Lucia Span[Anm. 6], der Feudalherren  von Drisht[6]
    - Alessio († vor 1545 im Krieg gegen die Osmanen)
    - Paolo II. († 1573), Pfarrer von Briana, Fraktion von Noale
    - Giovanni Demetrio († 1571) ⚭ Francesca Magna
      - Pietro II. (1592) Bevulla ⚭ Lucrezia Bevulla (lat. Bevulca)
      - Giovanni Andrea (*20 mar 1569; † 1592)
      - Giacomo Antonio († nach 1610)

    - Andrea II. († 1581)
    - Girolamo I. (Geronimo; † 1591) ⚭ Orsola (Ursula) Bini (oder Baruzzi)
      - Michele Leone Salvatore (* 25. Februar 1557; † 14. Juli 1623) ⚭ Lucietta Micheli († 1614)
      - Leone † (1591)
      - Pietro III.
      - Andrea III. (* 29. Juni 1578; † 1644) ⚭ ?[Anm. 7]
        - Girolamo II. ⚭ ?
          - Laura († 1756)

        - Pietro IV. (starb jung)
        - Giovanni Andrea († 8. April 1703) ⚭ ? Mandicardi